# Alfred Gilman
Alfred Goodman Gilman (New Haven, 1 de julho de 1941 – Estados Unidos, 23 de dezembro de 2015) foi um farmacologista e bioquímico estadunidense vencedor do prêmio Nobel de Fisiologia e Medicina em 1994.

## Biografia
Seu pai, Alfred Gilman, era um professor na Universidade de Yale e um dos autores do livro-texto de farmacologia clássica Goodman & Gilman's The Pharmacological Basis of Therapeutics; ele escolheu para o segundo nome de seu filho o do co-autor Louis Goodman.

### Educação
Gilman graduou-se na Universidade de Yale em 1962. Em seguida, entrou para um programa combinado de doutorado em Medicina e Física na universidade Case Western Reserve, em Cleveland, onde estudou com o agraciado com o Nobel Earl Sutherland. Gilman pós-graduou-se na Case Western em 1969 e, a seguir, fez seus estudos pós-doutorais no National Institutes of Health com outro prêmio Nobel, Marshall Nirenberg, de 1969 até 1971. Em 1971, o Dr. Gilman tornou-se professor da Universidade da Virgínia, em Charlottesville. Em 1981 tornou-se chefe do Departamento de Farmacologia da Universidade do Texas, em Dallas. Foi eleito membro da Academia Nacional de Ciências dos Estados Unidos em 1986.

### Premiações
Foi agraciado, juntamente com o seu compatriota Martin Rodbell, com o Nobel de Fisiologia ou Medicina de 1994, pelo descobrimento das proteínas G e de seu papel na transmissão de caracteres nas células.
As proteínas G são um intermediário vital entre a activação dos receptores na membrana plasmática e as acções na célula. Rodbell havia demonstrado, na década de 1960, que o GTP estava envolvido na sinalização de células. Foi Gilman quem realmente descobriu as proteínas que interagiam com o GTP para iniciar as cascatas de sinalização no interior da célula.
Além do Prêmio Nobel, ganhou o Albert Lasker Award for Basic Medical Research, em 1989. Em 2005, foi eleito decano da Universidade do Texas. Também participa da mesa de conselheiros do Scientists and Engineers for America, uma organização que visa promover a ciência para o Governo Federal dos Estados Unidos.

## Publicações selecionadas
- Norepinephrine stimulated increase of cyclic AMP levels in developing mouse brain cell cultures.  Science. 1971 Oct 15;174(6):292.  PMID 4330303.
- Regulation of adenosine 3',5'-cyclic monophosphate metabolism in cultured neuroblastoma cells.  Nature. 1971 Dec 10;234(5328):356-8.  PMID 4332686.
- Fluorescent modification of adenosine 3',5'-monophosphate: spectroscopic properties and activity in enzyme systems.   Science. 1972 Jul 21;177(45):279-80.  PMID 4339302.
- The regulatory component of adenylate cyclase. Purification and properties.  J Biol Chem. 1981 Nov 25;256(22):11517-26.  PMID 6271754.
- The regulatory component of adenylate cyclase. Purification and properties of the turkey erythrocyte protein.  J Biol Chem. 1981 Dec 25;256(24):12911-9.  PMID 6273414.
- Requirements for cholera toxin-dependent ADP-ribosylation of the purified regulatory component of adenylate cyclase.   J Biol Chem. 1982 Jan 10;257(1):20-3.  PMID 6273425.
- The guanine nucleotide activating site of the regulatory component of adenylate cyclase. Identification by ligand binding.   J Biol Chem. 1982 Oct 10;257(19):11416-23.  PMID 6288684.
- The regulatory components of adenylate cyclase and transducin. A family of structurally homologous guanine nucleotide-binding proteins.  J Biol Chem. 1983 Jun 10;258(11):7059-63.  PMID 6304074.
- The subunits of the stimulatory regulatory component of adenylate cyclase. Resolution, activity, and properties of the 35,000-dalton (beta) subunit.  J Biol Chem. 1983 Sep 25;258(18):11361-8.  PMID 6309843.
- The subunits of the stimulatory regulatory component of adenylate cyclase. Resolution of the activated 45,000-dalton (alpha) subunit.  J Biol Chem. 1983 Sep 25;258(18):11369-76.  PMID 6309844.
- Homologies between signal transducing G proteins and ras gene products. Science. 1984 Nov 16;226(4676):860-2.  PMID 6436980.
- G proteins and dual control of adenylate cyclase.   Cell. 1984 Mar;36(3):577-9.  PMID 6321035.
- Inhibition of receptor-mediated release of arachidonic acid by pertussis toxin.  Cell. 1984 Dec;39(2 Pt 1):301-8.  PMID 6094010.
- Molecular cloning of complementary DNA for the alpha subunit of the G protein that stimulates adenylate cyclase.  Science. 1985 Sep 20;229(4719):1274-7.  PMID 3839937.
- Splice variants of the alpha subunit of the G protein Gs activate both adenylyl cyclase and calcium channels.  Science. 1989 Feb 10;243(4892):804-7.  PMID 2536957.
- Adenylyl cyclase amino acid sequence: possible channel- or transporter-like structure.  Science. 1989 Jun 30;244(4912):1558-64.  PMID 2472670.
- Type-specific regulation of adenylyl cyclase by G protein beta gamma subunits.  Science. 1991 Dec 6;254(5037):1500-3.  PMID 1962211.
- Inhibition of adenylyl cyclase by Gi alpha.  Science. 1993 Jul 9;261(5118):218-21.  PMID 8327893.
- Recombinant G-protein beta gamma-subunits activate the muscarinic-gated atrial potassium channel.  Nature. 1994 Mar 17;368(6468):255-7.  PMID 8145826.
- Structures of active conformations of Gi alpha 1 and the mechanism of GTP hydrolysis.  Science. 1994 Sep 2;265(5177):1405-12.  doi:10.1126/science.8073283 PMID 8073283.
- Construction of a soluble adenylyl cyclase activated by Gs alpha and forskolin.   Science. 1995 Jun 23;268(5218):1769-72.  PMID 7792604.
- Tertiary and quaternary structural changes in Gi alpha 1 induced by GTP hydrolysis.  Science. 1995 Nov 10;270(5238):954-60.  PMID 7481799.
- The structure of the G protein heterotrimer Gi alpha 1 beta 1 gamma 2.  Cell. 1995 Dec 15;83(6):1047-58.  PMID 8521505.
- GAIP and RGS4 are GTPase-activating proteins for the Gi subfamily of G protein alpha subunits.  Cell. 1996 Aug 9;86(3):445-52.  doi:10.1016/S0092-8674(00)80117-8 PMID 8756726.
- Crystal structure of the adenylyl cyclase activator Gsalpha.  Science. 1997 Dec 12;278(5345):1943-7.  PMID 9395396.
- Crystal structure of the catalytic domains of adenylyl cyclase in a complex with Gsalpha.GTPgammaS.   Science. 1997 Dec 12;278(5345):1907-16.  PMID 9417641.